# Serraglio veronese
Il Serraglio (dal latino serraculum) detto anche Serraglio veronese o Serraglio scaligero è un'opera di fortificazione lunga 13 km (o 16 km) edificata dagli Scaligeri tra il XIII e il XIV secolo per proteggere il territorio veronese dalle incursioni milanesi e mantovane.

## Geografica fisica

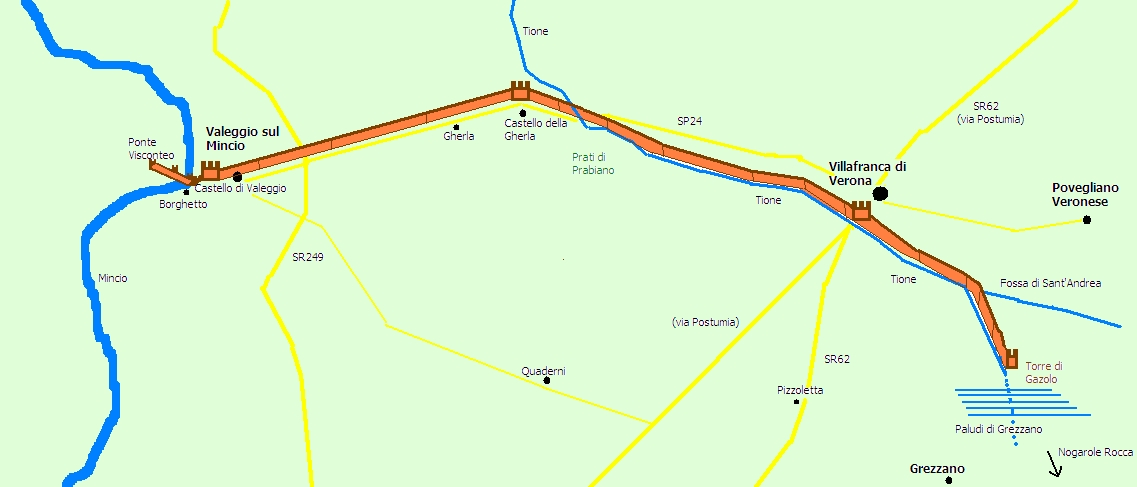
Schema di massima del tracciato del Serraglio

La muraglia (con annesso vallo allagabile) si sviluppava seguendo in parte il tracciato dell'attuale Strada provinciale 24 e successivamente costeggiando il corso del fiume Tione fra Valeggio sul Mincio e la Torretta del Gazol (località Corte Gazol) dove iniziavano le paludi di Grezzano. L'opera raccordava, oltre al borgo fortificato di Borghetto, i tre castelli scaligeri di Valeggio sul Mincio, Gherla e Villafranca di Verona. Il progetto prevedeva il proseguimento fino al castello di Nogarole Rocca ma la presenza delle paludi di Grezzano ne impedì la realizzazione.

## Storia
Già nel XII secolo, il Comune di Verona aveva volto la sua attenzione al confine sudoccidentale del suo territorio, dove le difese naturali costituite dal lago di Garda, dal fiume Mincio, dalle colline moreniche e dalle paludi del Tione non erano sufficienti a contrastare le minacce che giungevano dai Visconti e dai Gonzaga.
Il Comune aveva quindi individuato nel corso del fiume Tione la linea di confine verso il mantovano, decisione che aveva portato nel 1185 alla fondazione di Villafranca.
Gli Scaligeri consolidarono in seguito tale disegno estendendolo anche alla linea del Mincio.
Per prevenire attacchi da Brescia e da Mantova, erano stati costruiti i castelli difensivi di Ponti sul Mincio, Valeggio sul Mincio, Villafranca, Custoza e Sona.
A partire dal 1284, Alberto I della Scala rafforzò quei fortilizi, aggiungendo la fortificazione del villaggio di Borghetto e predisponendo, sulla base del preesistente sistema di difesa comunale, la costruzione del Serraglio. I lavori iniziarono nel 1345 con Mastino II della Scala, furono interrotti nel 1349 a causa della peste e ripresero nel 1353 venendo ultimati da Cangrande II.

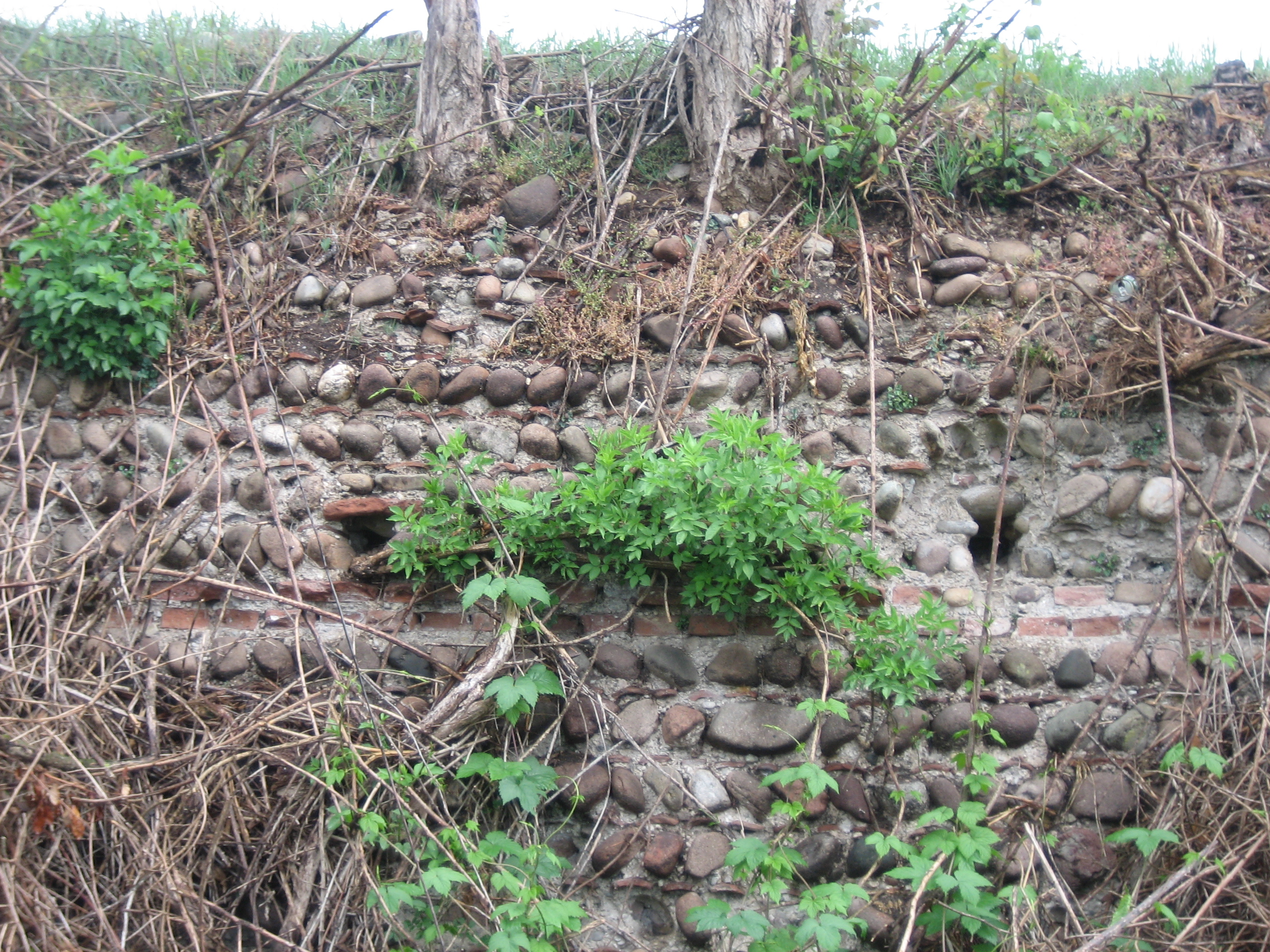
Resti del Serraglio a Villafranca di Verona, lungo il fiume Tione

Di fronte al castello di Villafranca, al di là del Tione, era stato innalzato una specie di grande antemurale, il Porton, che dava accesso alla porta sud e quindi alla corte d'armi del castello. L'opera, iniziata da Mastino II nel 1345 e completata da Cangrande II nel 1355, venne nel 1359 inglobata in un recinto quadrato di 140 metri di lato, con alte cortine e 10 torri, che racchiudeva il castello e consentiva lo stazionamento, oltre a parte del presidio del Serraglio, di 200-250 cavalieri.
In tal modo Villafranca divenne il centro di comando del Serraglio.
Dopo la caduta della signoria scaligera, l'opera venne rafforzata da Gian Galeazzo Visconti con la costruzione a cavallo del Mincio del ponte-diga, raccordato con tratti di mura al castello di Valeggio sul Mincio.
Nel 1404 fu danneggiata dalle soldatesche di Francesco Gonzaga durante le operazioni belliche contro i Visconti. Nel 1544 la Repubblica di Venezia lo restaurò assegnandogli la funzione di controllo doganale
.
I resti della muraglia furono infine demoliti dagli Austriaci nel XIX secolo (nel 1850 circa), al fine di garantire la libera circolazione delle truppe nella pianura padana.
Una riproduzione pittorica del Serraglio compare in affresco nella parte sinistra della facciata della chiesa di San Rocco (XV sec.) a Villafranca di Verona.
In un volume di viaggi del 1821 si parla del Serraglio e dei suoi ben visibili (all'epoca) ruderi: "Di qua passando dal lato di picciolo diroccato castello detto la Gherla comincia una grande pianura [..] Qua e là per questa campagna veggonsi ancora gli avanzi di quella grossa muraglia forte di torri e di fossa [..]"
Dei resti di una parte del Serraglio si parla in alcuni documenti relativi a passaggi di proprietà a Valeggio sul Mincio tra il 1832 e il 1843: "Gli avanzi del castello del Gherlo, con le annesse fosse, vennero divisi fra le vecchie famiglie originarie del Comune"
Tra il 1835 e il 1837 furono eseguiti a Villafranca dei lavori pubblici per la sistemazione degli scoli delle acque piovane e domestiche nell'odierne via Bixio e Messedaglia, all'estremità delle strade (che confinano a perpendicolo con il Tione) fu necessario aprire delle bocche nei ruderi del Serraglio, allora evidentemente discretamente conservati.

## Struttura

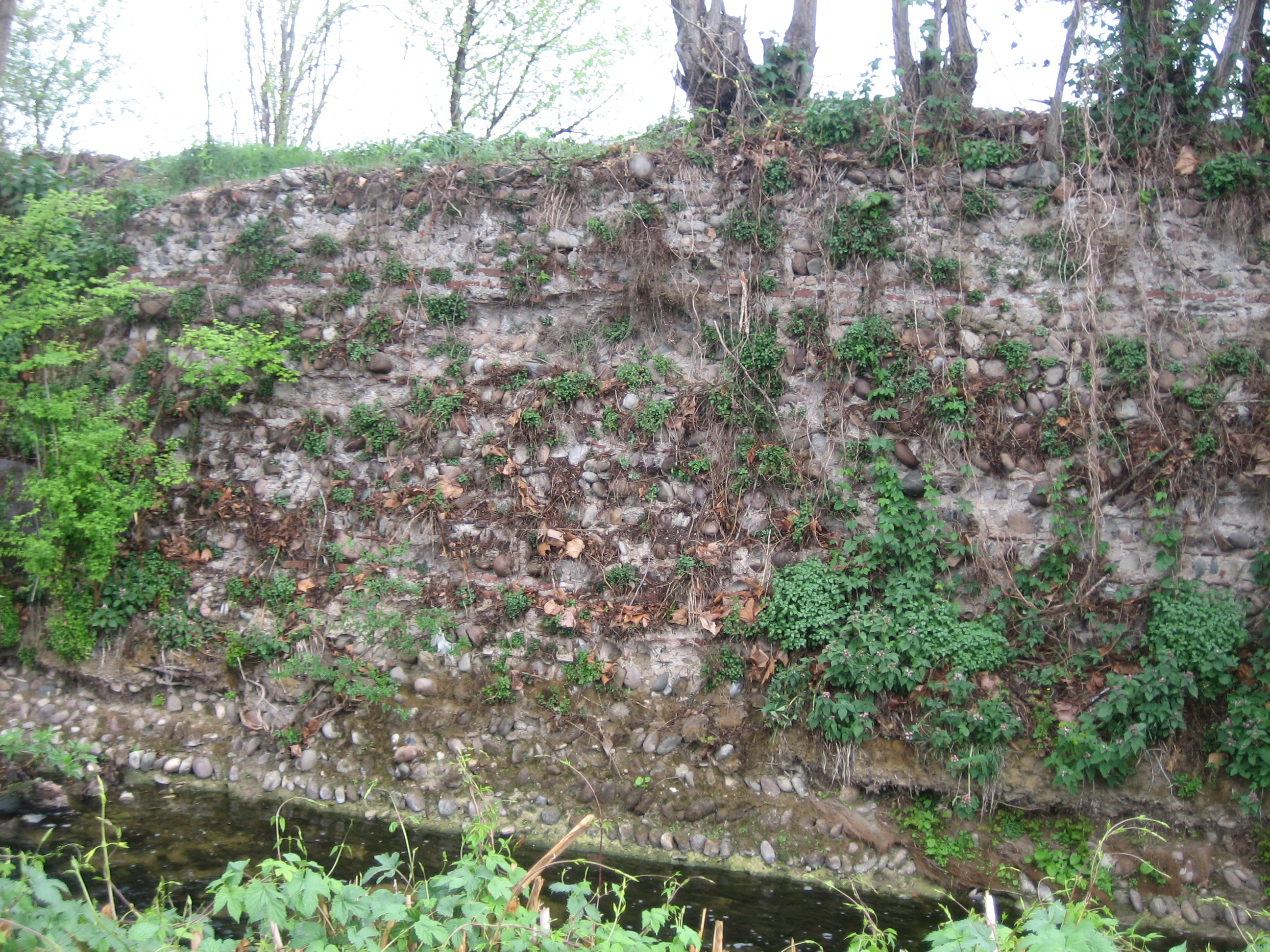
Altri ruderi sempre a Villafranca di Verona, sponda sinistra del fiume Tione

Il Serraglio consisteva in un'alta cortina merlata lunga circa 13 chilometri (o 16 chilometri) e alta circa 16 m., intervallata da 150 o forse 200 torri (torresini) distanti circa 80 m. l'uno dall'altro e protetta da un fossato, con un vallo largo in media 12 metri e profondo 3, allagato con le acque del fiume Tione. Nella parte che costeggiava il fiume venne invece utilizzato come fossato naturale l'alveo del corso d'acqua.
La struttura era composta di ciottoli di origine morenica di circa 20 cm di diametro, corsi di mattoni, rottami di tegole in laterizio legati con malta di calce spenta.
Tale tipologia di frontiera fortificata è del tutto unica per il suo tempo, ricollegabile nel passato a opere bizantine oppure romane in Britannia.

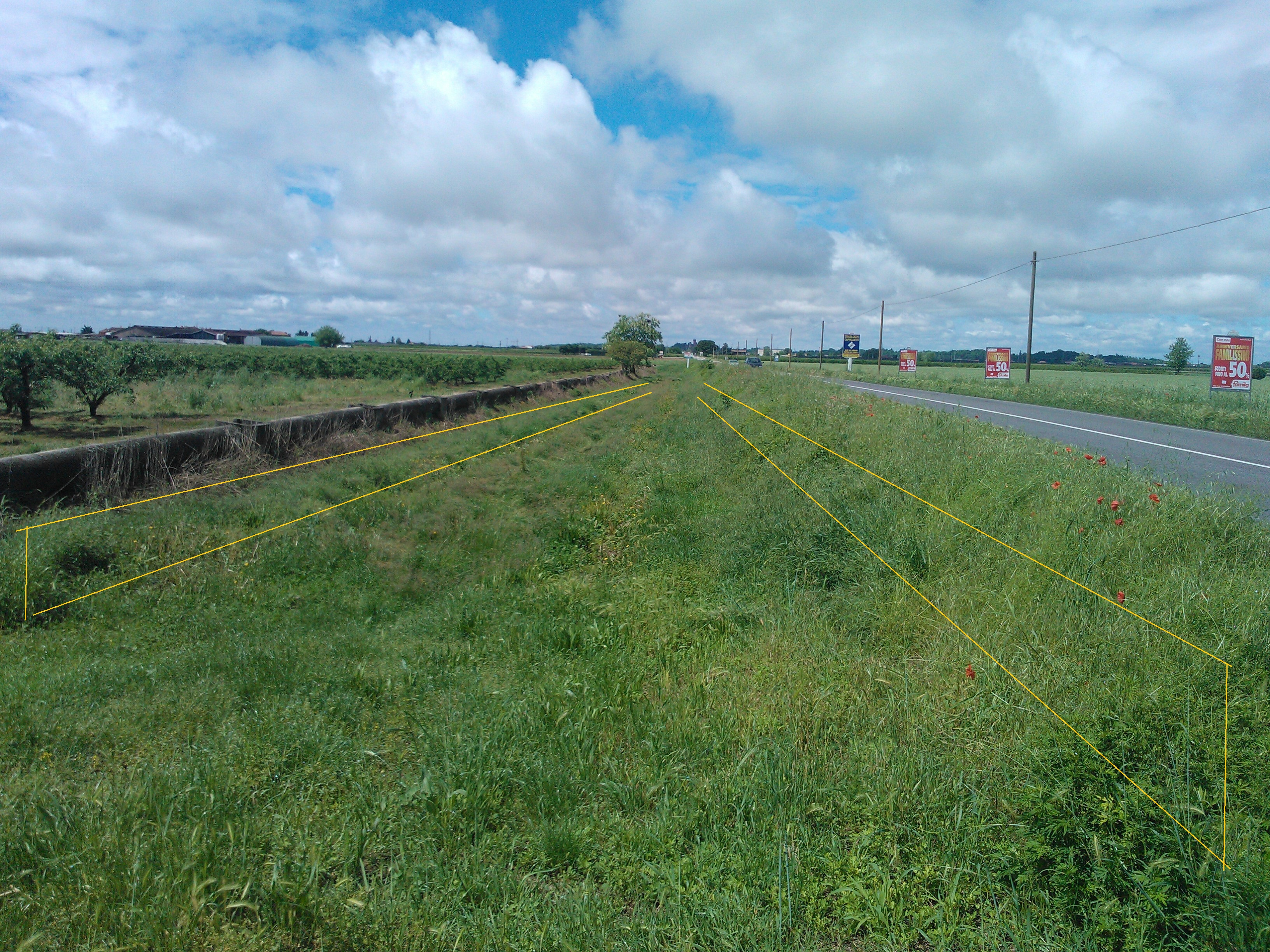
Resti del vallo che correva a fianco delle mura lungo la SP24

## Situazione attuale
Di tutto il Serraglio restano oggi, oltre a Borghetto, il castello di Ponti sul Mincio, il castello di Monzambano (edificato per volere di Matilde di Canossa e passato successivamente in proprietà agli Scaligeri), il castello di Valeggio sul Mincio, il vallo ancora visibile lungo la strada SP24 già a partire da Valeggio sul Mincio anche se adibito ad attività agricole o parzialmente interrato, i ruderi del castelletto della Gherla (fortilizio a pianta poligonale con una porta verso Custoza oggi in stato di abbandono, forse edificato su preesistente fortificazione, la cui importante caratteristica era la comunicazione visiva tra il castello di Valeggio e quello villafranchese), il castello di Villafranca (e qualche rudere lungo il fiume Tione).
In realtà la parte che fungeva da base alla muraglia è presente lungo tutto il percorso, seppure per lo più interrata lungo la strada SP24 e invece ancora visibile sotto la strada campestre che costeggia il fiume Tione verso Villafranca.
In alcuni punti sono visibili le tracce dell'innesto nella muraglia delle torri scudate che ne punteggiavano il percorso.
Non molti decenni fa era consuetudine delle gite scolastiche nella zona del Fontanin una tappa per visitare i ruderi del Serraglio in località Torretta del Gazol, nella zona terminale delle mura (a sud-est di Villafranca, in direzione Grezzano) dove oltre all'indicazione toponomastica ('torretta') nulla rimane dell'opera se un blocco di muratura che potrebbe essere riconducibile all'epoca scaligera.
A Valeggio sul Mincio nei pressi della chiesa parrocchiale rimangono i resti della possente torre eretta come porta fortificata per l'accesso all'esterno del Serraglio. Divenuta in seguito campanaria, la torre è crollata improvvisamente il 21 gennaio 1977.
Lungo la strada SP24 che unisce Valeggio sul Mincio e Villafranca è ancora riconoscibile a tratti il vallo allagabile, seppure adibito a terreno coltivabile. Lungo questa strada, poco fuori dal centro abitato, nel 2001 durante i lavori per la tangenziale furono portati alla luce porzioni del Serraglio (poi ricoperte).

## Galleria d'immagini
|  |  |  |